# Józef Sampedro
Św. José Melchór García-Sampedro Suárez (ur. 26 kwietnia 1821 w Cortes, Asturia w Hiszpanii, zm. 28 lipca 1858 w Nam Định w Wietnamie) – święty Kościoła katolickiego, dominikanin, misjonarz, biskup, męczennik.
Urodził się w Cortes w Hiszpanii. Gdy miał 7 lat rodzina przeniosła się do San Pedro del Arrojo. Już jako dziecko chciał zostać księdzem. 16 sierpnia 1845 r. otrzymał dominikański habit. Święcenia kapłańskie przyjął 29 maja 1847 r. w Madrycie. W końcu lipca 1848 r. przybył do Manilii, a pod koniec lutego 1849 r. do Wietnamu. W 1855 r. został mianowany biskupem koadiutorem i tytularnym biskupem Tricomia. Aresztowano go 8 lipca 1858 r. i w klatce przewieziono do stolicy. Został stracony 28 lipca 1858 r.
Dzień wspomnienia: 24 listopada w grupie 117 męczenników wietnamskich.
Beatyfikowany 29 kwietnia 1951 r. przez Piusa XII. Kanonizowany przez Jana Pawła II 19 czerwca 1988 r. w grupie 117 męczenników wietnamskich.